# Maximilian Pfeiffer

Maximilian Pfeiffer

Maximilian Josef Pfeiffer (* 21. Dezember 1875 in Rheinzabern; † 3. Mai 1926 in München) war ein deutscher Politiker der Zentrumspartei.

## Leben und Beruf
Maximilian Pfeiffer wurde als Sohn des katholischen Bezirkshauptlehrers Franz Xaver Pfeiffer und der Anna Maria Barbara Bosch geboren und hatte dreizehn Geschwister. Unter seinen jüngeren Geschwistern waren der Archivar Albert Pfeiffer (1880–1948), der Politiker Anton Pfeiffer (1888–1957) und der Diplomat Peter Pfeiffer (1895–1978).
Maximilian Pfeiffer legte 1894 das Abitur in Speyer ab. Von 1894 bis 1898 studierte er klassische Philologie, vergleichende Sprachwissenschaften und Kunstgeschichte in Berlin, Heidelberg und München. Als Student wurde er aktives Mitglied der katholischen Studentenverbindungen Askania Berlin, Palatia Heidelberg und Ottonia München im KV. Nach der Promotion zum Doktor der Philosophie bestand er 1898 auch die Lehramtsprüfung. Anschließend wurde er Volontär, später Assistent an der Staatsbibliothek in München. 1903 wechselte er als Sekretär an die Königliche Bibliothek in Bamberg. 1909 wurde er zum Kustos ernannt. Ab 1912 war er Bibliothekar der Hof- und Staatsbibliothek in München. 1922 wurde er Gesandter des Deutschen Reiches in Wien.
Pfeiffer war Ehrenmitglied der Société royale d’archéologie de Bruxelles. Sein bibliothekarischer Nachlass befindet sich in der Pfälzischen Landesbibliothek in Speyer.

## Partei
Pfeiffer gehörte der Deutschen Zentrumspartei an und war von November 1918 bis Februar 1920 deren Generalsekretär. Zu dieser Zeit war sein Bruder Anton Generalsekretär der Bayerischen Volkspartei, die sich vom Zentrum abgespalten hatte. 1914 gehörte Maximilian Pfeiffer mit Matthias Erzberger, Liborius Gerstenberger und anderen Zentrumspolitikern zu den Gegnern einer Reichstagskandidatur des rechtskonservativen Martin Spahn, der später zur DNVP übertreten sollte, für das Zentrum.

## Abgeordneter
Von 1907 bis 1918 gehörte Pfeiffer für den Wahlkreis Kronach-Lichtenfels dem Reichstag des Kaiserreiches an. 1907 drohte seine politische Karriere an einem Skandal zu scheitern. Vor dem Bamberger Amtsgericht wurde Pfeiffer wegen § 175 angeklagt, da er eine Beziehung zu dem 19-jährigen Bankangestellten Anton Montag hatte. Das Verfahren wurde auf dem Vergleichswege beendet. Die weitere Parteikarriere war durch den Vergleich gesichert. 1919/20 war er Mitglied der Weimarer Nationalversammlung. Von 1920 bis 1924 war er erneut Reichstagsabgeordneter.

## Autor
Pfeiffer war auch als Autor tätig. Er schrieb kulturhistorische, volkskundliche und historische Aufsätze, Essays und Gedichte. Sein bekanntestes Werk ist der historische Roman Kyrie Eleison (1925), über das Leben in der mittelalterlichen Stadt Speyer und die dortige Judenverfolgung von 1349. Eine der positiven Hauptfiguren darin ist Bischof Gerhard von Ehrenberg († 1363). Wie der Untertitel ein Roman von Juden und von Christen aus dem alten Speyer andeutet, versucht das Werk, entgegen dem damaligen Zeitgeist, Verständnis für das Judentum zu wecken und zeichnet ein positives Bild davon. Es wurde seinerzeit sogar von jüdischen Zeitungen empfohlen und 1984 nochmals im Reprint aufgelegt, versehen mit einem Nachwort von Karl Heinz Debus, dem Leiter des Landesarchivs Speyer.